# Sekkan
Sekkan (Japans: 摂関) is de gezamenlijke benaming voor twee titels die in het Japan van voor de Meiji-restauratie werden gegeven aan regenten voor de keizer van Japan: Sesshō (摂政) en Kampaku (関白). Het enige verschil tussen de twee titels was dat een Sesshō regent was voor een minderjarige keizer, en een Kampaku zowel de regent als eerste minister van een volwassen keizer. Qua taken waren de titels gelijk aan elkaar, en zodoende onderling uitwisselbaar.
Tijdens de Heianperiode waren de Sesshō en Kampaku de feitelijke machthebbers aan het hof. Daar de titels hetzelfde inhielden veranderden veel Sesshō gewoon hun titel naar Kampaku als de keizer waarvoor ze werkten meerderjarig werd, of andersom wanneer de oude keizer aftrad en werd opgevolgd door een minderjarige keizer.
Een gepensioneerde Sekkan werd een Taikō (太閤) genoemd.

## Geschiedenis
Oorspronkelijk konden alleen leden van de Japanse keizerlijke familie worden benoemd tot Sekkan. De Kojiki vermeldt dat Keizer Ojin werd bijgestaan door zijn moeder, keizerin Jingu, maar er wordt getwijfeld aan de historische juistheid van dit feit. De eerste historische sekkan was Shotoku Taishi.
Tijdens de Heinaperiode waren vooral leden van de Fujiwaraclan houders van de twee Sekkan-titels. Vooral de Fujiwara Hokke (Noordelijke familie) leverde veel Sekkan, beginnend in 858 met Fujiwara no Yoshifusa.
In de 12e eeuw waren er vijf prominente adellijke families die de Sekkan-titels beheersten: de Konoe, de Kujo, de Ichijo, de Takatsukasa en de Nijo. Tot aan de Meiji-restauratie hadden deze vijf families de titels in handen.
De titel van Kampaku sneuvelde toen de titel van minister-president van Japan werd ingevoerd. De titel sesshō bestaat officieel nog wel, maar wordt in praktijk vrijwel niet meer gebruikt en is alleen voorbehouden aan leden van de keizerlijke familie. Zo was kroonprins Hirohito voor zijn troonsbestijging sesshō voor keizer Yoshihito.